# Polygonella ciliata
Polygonella ciliata Meisn. – gatunek rośliny z rodziny rdestowatych (Polygonaceae Juss.). Występuje naturalnie w południowo-wschodnich Stanach Zjednoczonych – na Florydzie. 

## Morfologia
PokrójRoślina jednoroczna dorastająca do 25–110 cm wysokości.
LiścieIch blaszka liściowa jest siedząca i ma kształt od równowąskiego do sierpowatego. Mierzy 11–33 mm długości oraz 1 mm szerokości, o spiczastym wierzchołku. Gatka jest orzęsiona.
KwiatyObupłciowe lub funkcjonalnie jednopłciowe, zebrane w grona o długości 20–35 mm, rozwijają się na szczytach pędów. Listki okwiatu mają podłużny kształt i białą barwę, mierzą 1–2 mm długości.
OwoceTrójboczne niełupki osiągające 2–4 mm długości.

## Biologia i ekologia
Rośnie w lasach sosnowych oraz na wydmach, na terenach nizinnych. Kwitnie od września do grudnia.